# المزاريع (قبيلة)
المزاريع (واحدهم مزروعي)؛ فخذ ينتمي إلى قبيلة بني تميم العربية، وينقسمون إلى أربعة أقسام، وهم: آل أبي هلال، آل أبي سعيد، آل أبي راجح، وآل أبي سليمان. يتمركز المزاريع في منطقة نجد، ويعود أصلهم تحديدًا إلى روضة سدير، بالإضافة إلى وجودهم في المنطقة الشرقية ودول الخليج وشرق افريقيا. أسس المزاريع العديد من الإمارات في شبه الجزيرة العربية، بالإضافة إلى إمارتهم في وادي الفقي، مثل إمارة آل أبي هلال في عرقة، وإمارة آل أبي سليمان في منفوحة. وقد برز من هذه القبيلة عدد من الشخصيات البارزة في مجالات متنوعة.

## النسب
مزروع بن رفيع بن حميد بن حماد بن مخرب بن صلاءة بن عبدة بن عدي بن جندب بن العنبر بن عمرو بن تميم بن مر بن إد بن طابخة بن إلياس بن مضر بن نزار بن معد بن عدنان.

### الفروع

#### آل أبو هلال
نسبة إلى هلال بن مزروع (وهم غير بنو هلال العامرية) ومن ذريته:  
- آل عثمان وآل صقيعان من الهلالات أمراء عرقة، وهناك عدة أسر أخرى في بني تميم تحمل هذا الاسم «العثمان» مثل البوحسين من بني العنبر، وآل مفيد من بني العنبر، وآل الوهبة الحناظلة.

- آل أبي حيمد في عودة سدير، ومنهم جماعة سكنت في عشيرة، وآخرون سكنوا الرياض قديماً. ويوجد أيضًا أسرتان تحملان اسم «أبوحيمد» في بني تميم؛ واحدة في أشيقر من آل محمد من الوهبة، والأخرى في الزلفي من السواكت من الوهبة.

- آل دامغ يسكنون روضة سدير، ومنهم جماعة في عنيزة، وقد تفرع منهم المديميغ في الرياض.

- آل العبدالجليل في الكويت نزحوا إليها قديمًا.

- آل أبي وهيّب، ومنهم أسرتا الوهيب في حوطة سدير، والعبدالوهاب في المجمعة، ويوجد العبدالوهاب في الوهبة.

- آل نمي في عودة سدير والقصب، ويوجد آل أبي نمي في الوهبة.

- الكليبي في روضة سدير.

- المجماج (المجامجة) في الأثلة والمذنب.

#### آل أبي سعيد
نسبة إلى سعيد بن مزروع ومن ذريته:  
- آل بكر في عودة سدير وفي حائل وفي الرياض قديماً، وهناك أسرة أخرى بنفس الاسم من العناقر في بريدة، وقد تفرع منهم التركي في حائل.

- آل فارس في روضة سدير.

- آل عبداللطيف بن سيف وآل سيف في روضة سدير.

- آل قاسم في روضة سدير.

- آل هويشل في تمير.

- آل عطية وآل عساف في المجمعة.

- آل فوزان في روضة سدير، وقد تفرع منهم أسرتان: الرميزان في الرياض والحسن في حائل.
- آل سعود في روضة سدير والداخلة.
- البوسعيدي سلاطين مسقط الداخلين في أزد عمان.[9]

#### آل أبي راجح
نسبة إلى راجح بن مزروع ومن ذريته:
- آل ماضي أمراء روضة سدير
- آل راجح في روضة سدير

- آل زيد في ثادق.

- آل دجين في روضة سدير.

- آل موسى في الداخلة، وقد تفرع منهم المطلق.
- المزروعي في سلطنة عمان والإمارات العربية المتحدة، ويتمركز أغلبهم في منطقة الظفرة.[7] وينتشرون ايضا في مختلف المناطق، مثل أبوظبي ودبي ورأس الخيمة والشارقة ووادي حام الواقع بالقسم الغربي من سلسلة جبال الحجر وبالقرب من الرستاق في القسم الأوسط من الحجر (ومنهم تفرعت قبيلة القوايد المقيمون في منطقة شوكة).[10] ويسكنون أيضًا في عدة مواقع على ساحل الباطنة، بالإضافة إلى انتشارهم على امتداد آلاف الأميال في الساحل الشرقي لأفريقيا؛ إذ استولى رجالهم الشجعان على مدينة ممباسا من أيدي البرتغاليين في أواخر القرن الحادي عشر الهجري، وخاضوا صراعات ضد حكام مسقط خلال القرنين التاليين في محاولة للحفاظ على استقلالهم.[11] وهم من نسل فارس بن عبدالله بن فارس بن غانم بن علاي بن ثاري بن مانع بن الحميدي بن عبدالله بن راجح بن مزروع.[12]
- المزروعي في قطر.[13]

#### آل أبي سليمان
نسبة إلى سليمان بن مزروع ومن ذريته:  
- آل مزروع في جلاجل ومنفوحة، ويعرفون بـ «بن مزروع» قديمًا. وقد تفرع منهم جماعة نزحت إلى الأحساء قديمًا، ومن هذه الجماعة خرجت أسرة آل الشيخ مبارك بن علي الأحسائي. كما تفرع منهم آل عمران، وهم رهط حسن بن عمران أمير مرات في الرياض، وأبناء عمومتهم آل عمراني في حريملاء. وتفرع منهم آل حجي في جلاجل. وقد رحل بعض من آل مزروع إلى الكويت البحرين لغرض التجارة.[14]
- المزروعي في الكويت.[15][16]
- المزروعي التميمي في جنوب العراق (وهم غير مزاريع البوسلطان الزبيديون في صلاح الدين).[17]

## ليوا
كانت واحة ليوا موطنًا للعديد من المزاريع، حيث كانوا أصحاب الممتلكات الرئيسيين بين قبائل بني ياس الست في المنطقة، والتي تتكون من حوالي 315 منزلاً في مطلع القرن العشرين. كانوا مرتبطين ارتباطًا وثيقًا بقبيلة المرر في ليوا. في ذلك الوقت كان هناك أيضًا حوالي 300 مزروعي في الخان في الشارقة و500 في مناطق أذن وأعسمة. أولئك الذين استقروا من المزاريع في دبي اعتبروا أنفسهم منفصلين عن بنو ياس. المنطقة المحيطة بوادي الحلو في جبال الحجر في الشارقة هي أيضًا منطقة مستوطنة للمزاريع.
كانوا رعاة وتُظهر السجلات أنهم استقروا في وجود زراعي في الواحة بعد انخفاض قيمة الإبل واستخدام قوافل الإبل التقليدية التي حدثت في الإمارات المتصالحة خلال أوائل القرن العشرين. كما شاركوا أيضًا في مصايد اللؤلؤ الموسمية. مثل نظرائهم البدو من المناصير، وجد العديد من المزاريع فرص عمل في صناعة النفط المزدهرة حيث أجبر التحديث على إجراء تغييرات في نمط حياة البدو في المنطقة. كما شكل المزاريع ثاني أكبر مجموعة بدوية بين أتباع الحاكم، ويقال إنهم مخلصون و"منضبطون على طريقتهم البدوية".
عندما صد الشيخ سعيد بن طحنون آل نهيان الوهابيين من واحة البريمي عام 1848، كان المزاريع، جنبًا إلى جنب مع المناصير، هم من انتظروا جنوب أبوظبي للهجوم على قوة الإغاثة المرسلة من نجد بقيادة سعد بن مطلق. كما ارتبطت القبيلتان أيضًا في أحداث أبعد إلى الشمال، حيث تورطتا في صراع مع والي الخان، محمد بن عبيد عام 1920. أبحرت حوالي 75 سفينة صيد لؤلؤ من الخان كل موسم، مملوكة لعائلات المزاريع والمناصير المستقرة. ومع ذلك، تعرضت القرية للنهب بشكل متكرر من قبل البدو المزاريع وآل بو شامس، حاكم الشارقة، الشيخ سلطان بن صقر القاسمي، واتهم الوالي بعدم القيام بالكثير لحماية القرية، بينما أصر أيضًا على إتاوة قدرها 50 كيسًا من الأرز في بداية كل موسم صيد لؤلؤ.عندما توفي الوالي عام 1931، عينت القرية رئيسها الخاص - وهي الخطوة التي عاقبها سلطان بن صقر، الذي حل محل الرئيس المقتول بأخيه محمد.
اندلعت أعمال عدائية بين القبائل البدوية في الظفرة (المنطقة الواقعة بين أبو ظبي والربع الخالي) في أوائل القرن العشرين واستمرت حتى أوائل عشرينيات القرن العشرين، حيث انقسم المزاريع بين مجموعة سعت إلى الحماية السعودية ومجموعة هاجرت إلى أبو ظبي وجزرها. بعد أن رتب الشيخ حمدان بن زايد آل نهيان هدنة، عاد المزاريع إلى الظفرة لكن القتال بين القبائل استمر: وهو الصراع الذي استخدمه عبدالعزيز بن سعود من المملكة العربية السعودية لزيادة نفوذه على القبائل وفرض الزكاة عليهم. كانت هذه الولاءات المتغيرة والانقسامات لتشكل جزءًا من المطالبات السعودية التي أدت إلى نزاع البريمي.

## مومباسا
حكم المزاريع بعض مناطق شرق أفريقيا، وخاصة كينيا، من القرن الثامن عشر إلى القرن العشرين. في القرن الثامن عشر، حكموا مومباسا وغيرها من المناطق الساحلية، وعارضوا الإمبراطورية العمانية التي حكمت زنجبار. وفي مناسبة واحدة على الأقل، هاجموا مدينة زنجبار الحجريّةمتحالفين مع البرتغاليين.
وعندما تأسست الحماية البريطانية لشرق أفريقيا في أواخر القرن التاسع عشر، كان المزاريع من أكثر الجماعات مقاومة للحكم البريطاني، إلى جانب شعبي الكيكويو والكامبا.

## أعلام
- رميزان بن غشام المزروعي أمير روضة سدير وعلم من أعلام الشعر النبطي
- سليمان المزروعي، لاعب كرة قدم عماني سابق
- سلامة المزروعي، ممثلة وإعلامية ومذيعة إماراتية
- سعيد بن أحمد البوسعيدي، ثاني أئمة الأسرة البوسعيدية
- علي المزروعي، أمير إمارة منفوحة في فترة انضمامها إلى دعوة محمد بن عبدالوهاب
- عبدالرحمن بن إبراهيم آل هلال المزروعي، عضو مجلس الشورى السعودي ووكيل الحرس الوطني سابقاً

- محمد خلف المزروعي، مستشار الثقافة والتراث بديوان ولي عهد أبوظبي الشيخ محمد بن زايد آل نهيان
- عبد الرحمن بن إبراهيم أبو حيمد، عضو مجلس الشورى السعودي و وكيل الحرس الوطني سابقاً

- مزيد المزروعي، لاعب كرة قدم عماني سابق
- علياء المزروعي، وزيرة دولة لريادة الأعمال الإمارتية من خلال أعلان الشيخ محمد بن راشد آل مكتوم
- إبراهيم محمد الدامغ، شاعر وأديب وتربوي سعودي
- أحمد بن عبد الله الدامغ، كاتب وأديب سعودي

- فاطمة المزروعي، كاتبة قصص قصيرة وشاعرة إمارتية
- شما المزروعي، سياسية إماراتية تشغل منصب وزيرة تنمية المجتمع
- فاطمة خميس المزروعي،
- علي المزروعي، أكاديمي كيني
- سعيد المزروعي، ممثل إماراتي
- سهيل بن محمد المزروعي، رجل أعمال وسياسي إماراتي
- عبرة المزروعي، كاتبة إماراتية تحملُ درجة البكالوريوس في التربية من جامعة الإمارات
- شمسة بنت سهيل المزروعي، الزوجة الأولى للشيخ خليفة بن زايد آل نهيان
- عبدالله بن محمد المزروعي، أحد القادة البارزين في الدولة السعودية الأولى
- فارس خلف المزروعي، القائد العام لشرطة ابو ظبي
- محمد بن عبد العزيز بن ماضي المزروعي، أمير ورجل دولة سعودي
- سهيل محمد المزروعي، وزير طاقة إماراتي
- عبدالله بن محمد بن ماضي المزروعي، أمير سعودي
- حمد بن محمد آل ماضي، أمير سعودي
- خليفة القايدي، لاعب كرة قدم إماراتي
- مريم المزروعي، كاتبة إماراتية
- فارس المزروعي، لواء ركن طيار اماراتي
- مبارك بن علي الأحسائي، عالم مسلم وفقيه وقاضي سعودي
- هيا القايدي، مغنية ومخرجة وممثلة إماراتية

- عبد الله سعد المزروعي، قائد كشفي سعودي
- نور المزروعي، طباخة قطرية
- مريم مسلم المزروعي، وزيرة إماراتية
- عدنان بن عبد الله المزروع، طبيب سعودي

- عبدالله بن سليمان المزروعي، كاتب ومسؤول حكومي سعودي
- عبدالله محمد المزروعي، رجل أعمال إماراتي
- أحمد يوسف المزروعي، أستاذ كويتي
- قيس المزروعي، عماني
- عبدالله بن سالمين المزروعي، عماني
- عزام المزروع، لاعب كرة قدم سعودي
- يعقوب المزروع، الأمين العام للمجلس الصحي السعودي